# Metropolitane Kathedraal van Liverpool
De Metropolitane Kathedraal van Liverpool is een katholieke kerk in Liverpool, gewijd aan Christus Koning.

## Geschiedenis
De kathedraal diende ter vervanging van een kerk uit 1833. De plattegrond van de kerk is cirkelvormig. Hierdoor heeft hij ook de bijnamen als Paddy's Wigwam en De paus lanceerhelling. De kerk is geheel opgebouwd uit gewapend beton en bedekt met Portlandsteen. Buiten is een grote trap die leidt naar de ingang van de kerk. Het interieur van de kerk is gecentraliseerd. De gelovigen zitten in een banken rond het altaar. Vanuit de afgeknotte kegel op het dak valt het daglicht door glas-in-loodraam naar binnen.

## Gibberds ontwerp
Architect Frederick Gibberd (1908–1984) won met zijn ontwerp de wereldwijde ontwerpcompetitie. De bouw begon in 1962 en was in 1967 gereed. Eerdere ontwerpen dateerden uit 1933 en 1953, van de eerste werd alleen de crypte uitgevoerd.
Op 14 mei 1967, Pinksterfeest, werd de kathedraal ingewijd. Al kort na ingebruikname bleek dat er sprake was van enkele ontwerpfouten. Het bestuur van de kathedraal vervolgde Frederick Gibberd en eiste een schadevergoeding van £1.3 million op vijf punten, de belangrijkste waren lekken in het aluminium dak en gebreken aan de mozaïektegels, die begonnen los te laten. Het ontwerp werd door Stephen Bayley beschreven als te veel lijkend op de Kathedraal van Brasilia.

## Architectuur

### Concept
De voorwaarden die aan het ontwerp werden gesteld, waren dat een congregatie van 3000 (later teruggebracht tot 2000) het altaar moest kunnen zien, zodat ze meer betrokken zijn bij de viering van de mis. In de tweede plaats moest de crypte van een vorig ontwerp, die al was gebouwd, deel van de kathedraal gaan uitmaken.  Gibberd voldeed aan deze eisen door een rond gebouw te ontwerpen met het altaar in het midden, en het dak van de crypte aan te passen.  Bouwonderneming Taylor Woodrow ging het werk uitvoeren.

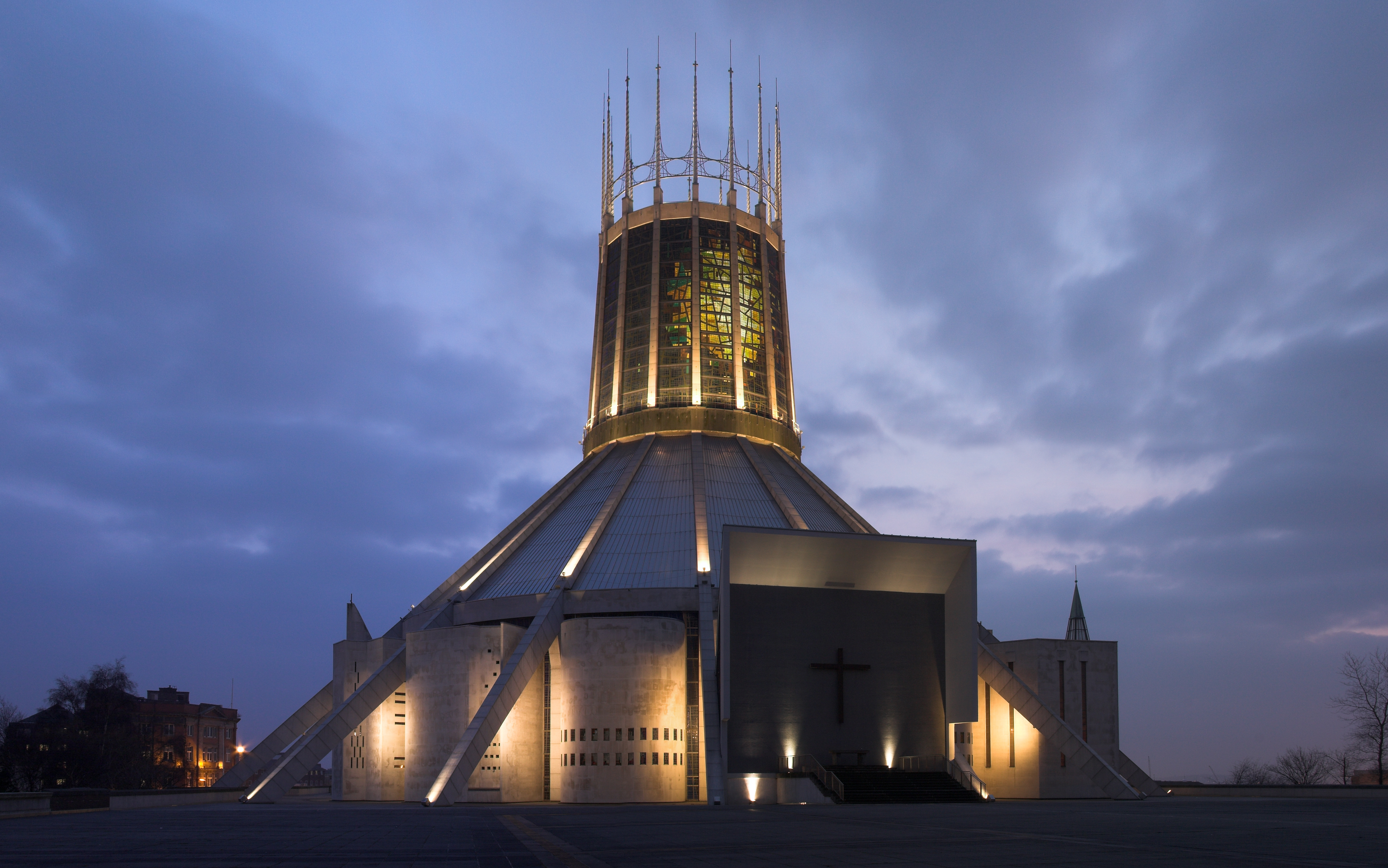
De kathedraal in de schemering

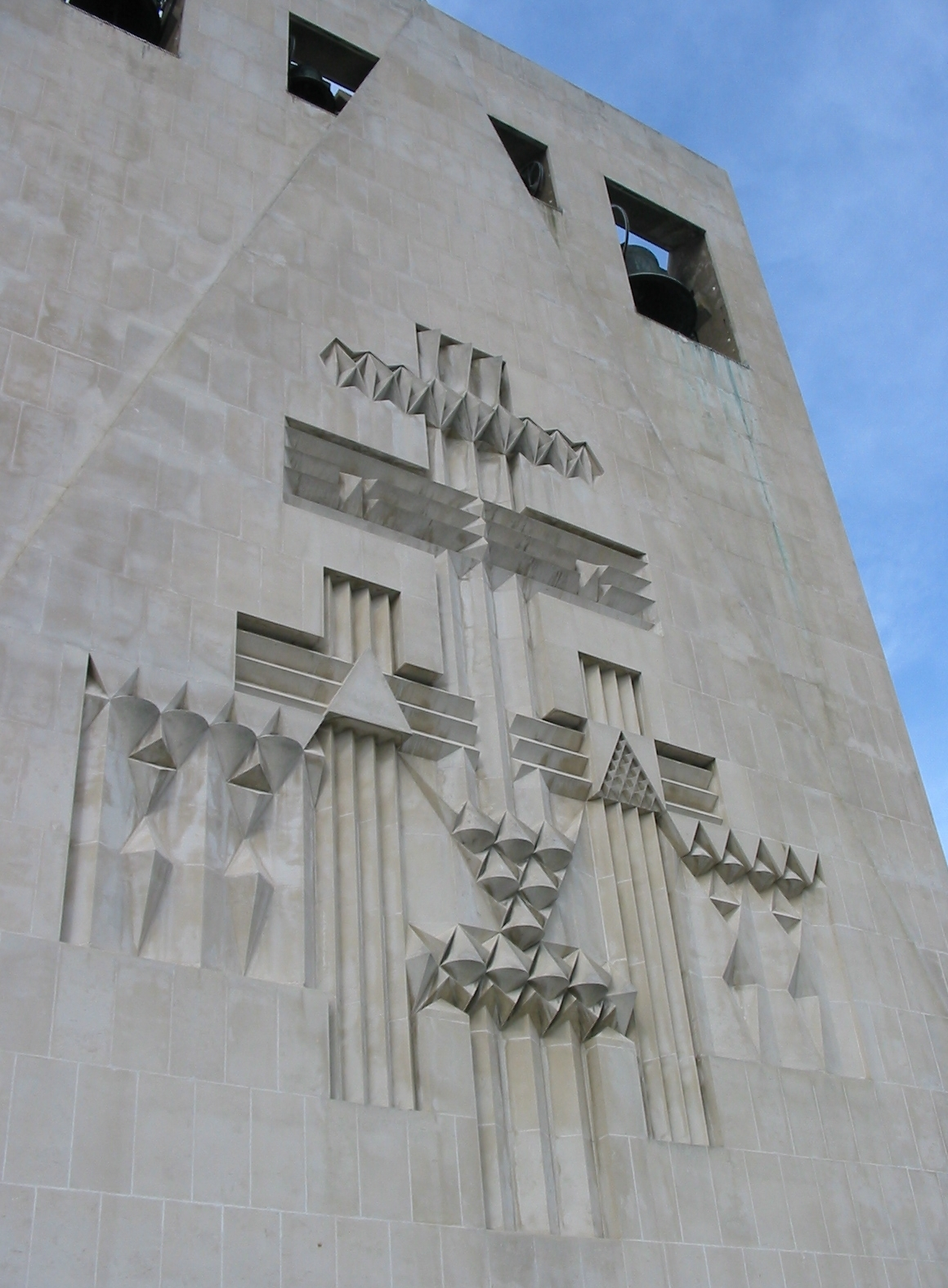
Klokkentoren

### Exterieur
De kathedraal is gemaakt van beton en afgewerkt met Portlandsteen; het dak is van aluminium. De lay-out is cirkelvormig, met een doorsnee van 60 meter,  met 13 kapellen rond de omtrek. De kathedraal is kegelvormig, met een toren in de vorm van een frustum. Het gebouw wordt geschraagd door vakwerk bestaande uit 16 betonnen steunen die met elkaar verbonden zijn door twee ringvormige balken. Naar beneden toe gaan de steunen over in  luchtbogen, die het gebouw op een tent doen lijken. Vanaf de bovenste ringbalk rijst een toren met glas-in-lood ramen omhoog, met op de toren een structuur die op een kroon gelijkt.
De ingang bevindt zich bovenaan een brede trap vanaf Hope Street. Boven de ingang is de klokkentoren met vier klokken, daaronder is een geometrisch reliëfsculptuur te zien met drie kruizen. Aan de zijkanten van de ingang zijn reliëfs in glasvezel, voorstellend de vier evangelisten. De trap naar de ingang werd pas in 2003 gerealiseerd, nadat een ander gebouw dat in de weg stond, was afgebroken.

### Interieur

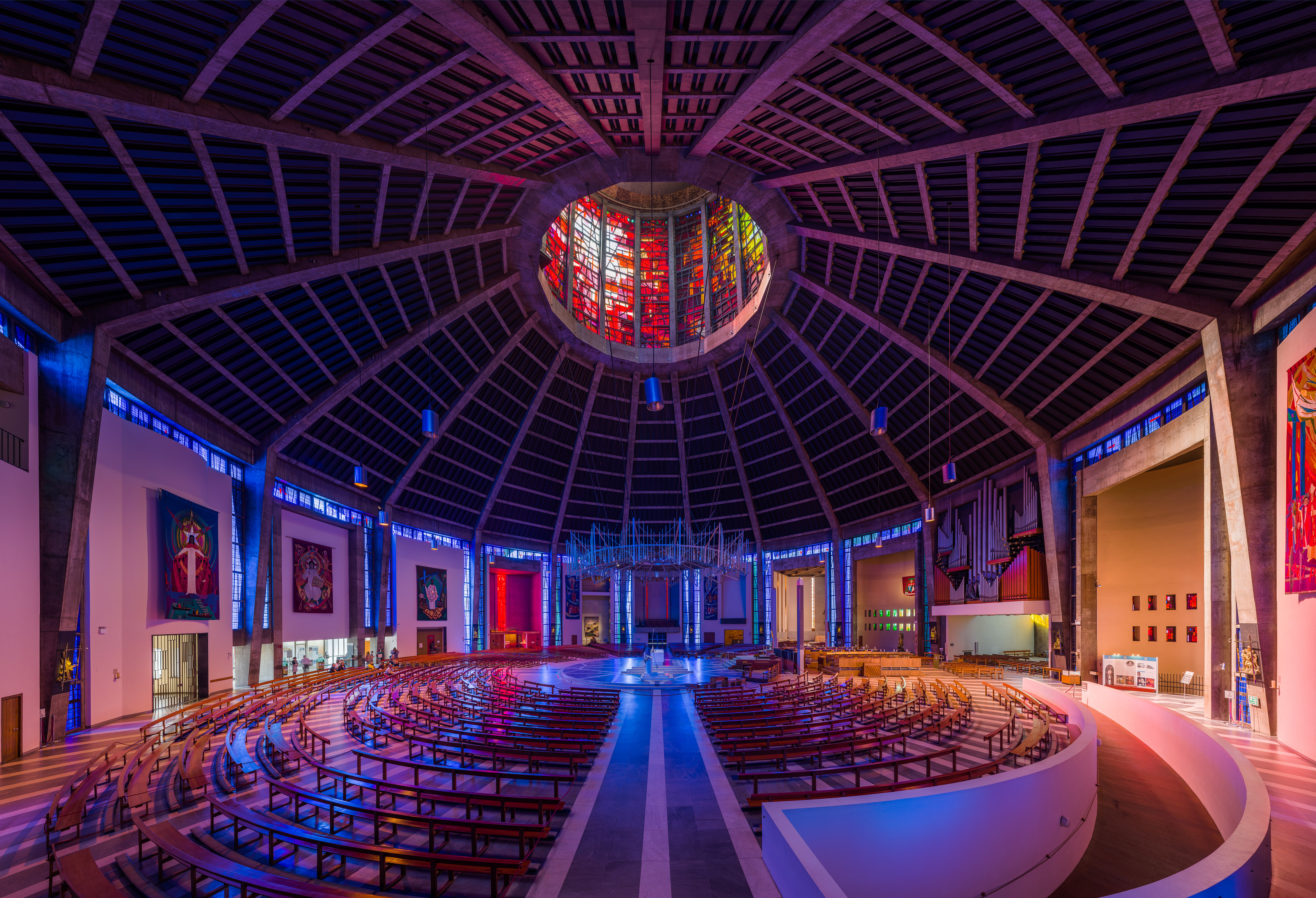
Interieur

De focus van het interieur is op het altaar dat tegenover de hoofdingang staat. Het is gemaakt van wit marmer uit Skopje, Noord-Macedonië, en is ruim drie meter lang. De vloer is gemaakt uit wit en grijs marmer. De concentrische banken zijn ontworpen door Frank Knight. De toren is voorzien van grote vlakken gekleurd glas in drie kleuren, geel blauw en rood, voorstellend de Drie-eenheid. Het glas is 2,5 cm dik, de stukken zijn gelijmd met epoxy, in betonnen ramen. Rond de omtrek van de kerkruimte bevinden zich een aantal kapellen in verschillende vormen. Tegenover de ingang ligt de Sacramentskapel met daarboven het orgel.
De bronzen crucifix op het altaar is gemaakt door Elisabeth Frink. Boven het altaar hangt een kroon-achtige structuur gemaakt van aluminium staven, waarin luidsprekers en verlichting zijn verwerkt. In de Chapel of Unity bevindt zich een mozaïek met Pinkstermotief van de Hongaarse artiest Georg Mayer-Marton, afkomstig uit de kerk van Netherton (district Sefton), toen die in 1989 werd afgebroken.

### Gebreken
De kathedraal werd snel en economisch gebouwd, wat leidde tot materiaalproblemen inclusief lekkage. Een verbeterprogramma werd uitgevoerd in de jaren 1990. Mozaïektegels aan de muren, die niet meer gerepareerd konden worden, werden vervangen door met glas versterkt kunststof. Het aluminium boven in de toren werd vervangen door roestvrij staal.

## Crypte

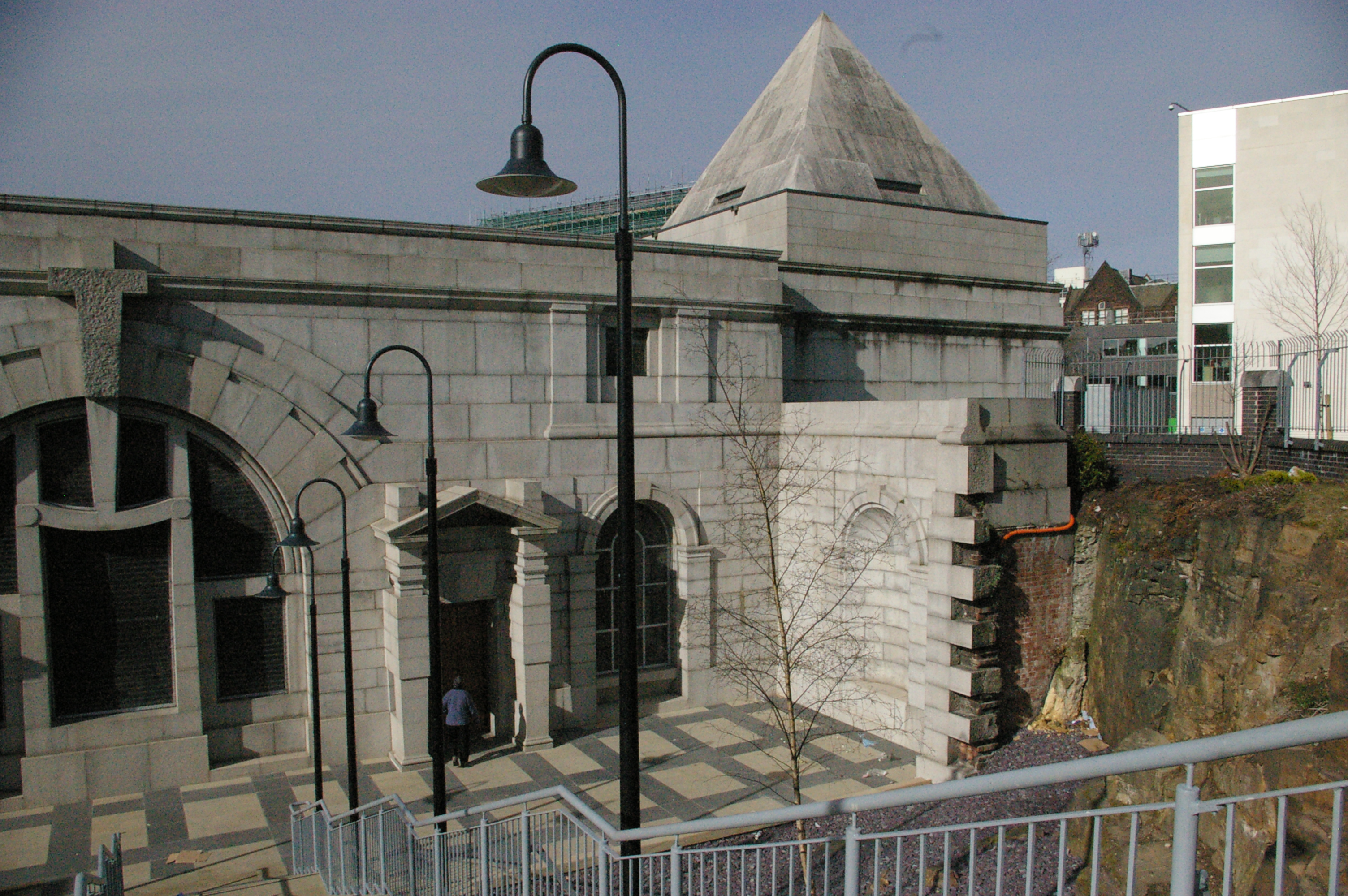
Buitenzijde crypte gezien vanaf from Brownlow Hill

De crypte onder de kathedraal is van een eerder ontwerp uit 1933; de verdere bouw moest wegens de Tweede Wereldoorlog worden beëindigd. De crypte is gemaakt van baksteen en graniet uit groeven in Penryn, Cornwall.
De crypte biedt elk jaar onderdak aan het Liverpool Beer Festival, dat ook internationale bezoekers aantrekt. Ook dient de crypte als examenzaal voor studenten van de University of Liverpool.

### Opknapbeurt
Een £3 miljoen kostende opknapbeurt was gereed in 2009 en werd op 1 mei dat jaar geopend door de hertog Prins Richard van Gloucester. Er waren nieuwe toegangen gemaakt, nieuwe bedrading en verlichting, een archiefruimte, catering faciliteiten en een nieuwe koorruimte.